# LittleSecretFilm
#LittleSecretFilm es un modelo de producción cinematográfica basado en 10 normas, escritas en su Manifiesto, que limitan las condiciones de rodaje y distribución. Nació el 1 de febrero de 2013, cuando un grupo de realizadores y profesionales de la industria cinematográfica española se reunieron para hacer un estreno colectivo en secreto, con motivo de crear una nueva generación de películas que prosiguieran a las estrenadas inicialmente, de manera secreta, arriesgada y gratuita.
Este modelo surgió como un acto de amor al cine en pleno siglo XXI, ya que las películas se estrenan en línea y totalmente gratuitas. Es un regalo de cada realizador a su comunidad de fans, promocionando a su vez su película a través de las redes sociales, junto al hashtag #littlesecretfilm.
Es Little porque se trata de un pequeño largometraje grabado en 24 horas ininterrumpidas y la unión de un pequeño equipo cinematográfico. 
Es Secret porque la producción cinematográfica está en la más absoluta clandestinidad, sin ningún tipo de comunicación pública hasta el día de su estreno. 

## Manifiesto de #LittleSecretFilm
1. El largometraje será producido en secreto sin ninguna comunicación en prensa y redes sociales hasta el día de su estreno.
2. El largometraje será grabado a lo largo de un máximo de 24 horas ininterrumpidas, sin limitación temporal para su preproducción y posproducción
3. El largometraje será grabado con tecnología digital HD, pudiendo incluir material previo de archivo en cualquier otro formato.
4. En el caso de ser un largometraje de ficción, el director/a no contará con guion dialogado previo. Director/a y equipo artístico motivarán avances y conflictos en la trama mediante secuencias de improvisación. Director/a y equipo artístico figurarán como guionistas en los créditos.
5. El equipo técnico/artístico ha de estar constituido por un máximo de diez personas en total. Ningún miembro del equipo firmará acuerdo legal alguno ni recibirá remuneración económica por su colaboración.
6. El largometraje será financiado única y exclusivamente por el director/a sin ningún tipo de apoyo o financiación externa.
7. El largometraje será estrenado de manera gratuita en internet con licencia no comercial Creative Commons.
8. El director/a distribuirá su #Littlesecretfilm en el servidor web de su elección, incluyendo junto al título del largometraje el hashtag #littlesecretfilm.
9. #littlesecretfilm no pretende erigirse como un movimiento, marca o escuela sino como un modelo no comercial de producción cinematográfica basado en las limitaciones, el riesgo, la improvisación y el azar frente a los largos y frustrantes procesos de escritura, preproducción, financiación, rodaje y posproducción de un largometraje cinematográfico. Una defensa de internet como ventana de distribución. Un acto de amor al cine de un pequeño equipo de profesionales por contar historias, experimentar, disfrutar de hacer cine.
10. #Littlesecretfilm pretende ser una manera diferente de producir, dirigir, distribuir, estrenar, consumir, sentir y amar el cine.

## Películas de #LittleSecretFilm
- Manic Pixie Dream Girl (An Internet love story) de Pablo Maqueda.
- Piccolo Grande amore de Jordi Costa.
- Ahora ellas de Haizea G. Viana.
- 16th Folk Room de Víctor Alonso.
- Los desórdenes sentimentales de Ramón Alfonso.
- Cinema Verité, Verité de Elena Manrique.
- Nova de Bruno Teixidor y Ezequiel Romero.
- Esto No Es Humor de Diego Amela.
- Undo Infinito de Álex Mendíbil.
- La pájara de Jimina Sabadú.
- Nuestro Porno Favorito de Carlo Padial.
- KILN. PROYECTO Z24 14B1 de Héctor G. Barnés.
- Desmadre en la noche de la quietud de Pablo Vázquez.
- Working progres de Roland De Middel.
- Iron Cock Unchained de Laredo Pictures.
- Anfibia de Hugo Álvarez Gómez.
- Hamelín de Carlos Rivero y Alonso Valbuena.
- Dos tristes tigres de Julián Teurlais y David Ortiz.
- Obra 67  de David Sainz.
- Star Lurdes i su novio terrorista de Martín G. Ramis.
- Andenes de Iván Martín.
- Los amigos raros de Roberto Pérez Toledo.